# 吳錫綬
吳錫綬，字紫卿，绍兴会稽人，清朝軍事將領、武進士出身。
順治十五年，登武進士，官至罗定都司。跟從傅弘烈率兵佔領平乐，后吴世琮率領重兵圍困，因兵力懸殊最後自刎身亡，詔贈昭武将军。